# Electronic Product Code
De Electronic Product Code (EPC) is een nieuwe coderingsgeneratie voor de identificatie van producten en een mogelijke opvolger van de barcode. 
De EPC is een eenvoudige en compacte 'nummerplaat', die objecten (individuele artikelen, dozen, pallets of locaties etc.) eenduidig identificeert in de logistieke keten. De code wordt gebruikt op een RFID-tag.
De EPC is een hiërarchisch opgebouwde code, die gebruikt kan worden met verschillende, reeds bestaande nummersystemen, zoals het EAN-systeem. De EPC is de sleutel tot informatie over het object dat het identificeert. Deze informatie bevindt zich in het EPCglobalenetwerk.

## Onderdelen
Een EPC is opgebouwd uit vier onderdelen:
1. Header, geeft de lengte, type, structuur, versie en generatie van de EPC (8 bits)
2. Bedrijfsnummer, geeft de organisatie die het nummer heeft toegekend (28 bits)
3. Artikelsoort, geeft de artikelsoort (24 bits)
4. Serienummer, geeft de unieke identificatie van het artikel (36 bits)

Het serienummer van 36 bits maakt het mogelijk om ieder artikel een eigen unieke code toe te kennen. De header en het bedrijfsnummer worden toegekend door GS1-EPCglobal. Op de tag kunnen extra velden worden opgenomen, die ervoor zorgen dat de EPC kan worden vertaald naar een door mensen leesbaar schrift. 